# Alafia caudata
Alafia caudata är en oleanderväxtart som beskrevs av Otto Stapf. Alafia caudata ingår i släktet Alafia och familjen oleanderväxter. Inga underarter finns listade i Catalogue of Life.